# Melanophryniscus krauczuki
Melanophryniscus krauczuki és una espècie d'amfibi que viu a l'Argentina.